# جنگ ابوطوق
جنگ ابوطوق (سپتامبر ۱۷۶۶) یکی از نبرهای مشهور سپاه شیخ سلمان کعبی با بریتانیا بود که منجر به شکست سنگین انگلیسی‌ها شد.
شیخ سلمان کعبی یکی از حکام محلی خوزستان از سال‌های ۱۱۵۰ ق تا سال ۱۱۷۸ ق بود که بارها با انگلیسی‌ها نبرد کرد.